# Kasthall
Kasthall (officiellt Kasthall Mattor och Golv AB) är ett textilföretag med fokus på mattor beläget i Kinna, Västergötland och grundat 1889. Företaget har idag drygt 100 medarbetare.

## Historik

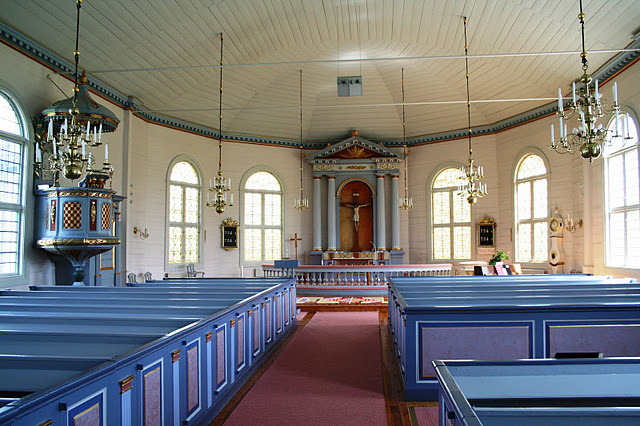
Gångmattan i Mjöbäcks kyrka är tillverkad av Kasthall och är formgiven av textilkonstnären Elisabet Brenner.

Kasthalls verksamhet etablerades 1889 av entreprenören och formgivaren Ludvig Anderson. Fabriken tillverkade mattor på ett industrimässigt sätt och var den första av sitt slag i Sverige. Till produktion av mattor kom snart vävning av gardiner. I slutet av 1800-talet spanns garnet i fabriken, som också hade ett eget garnfärgeri. Idag köper man istället färdiga garner av ull och lin. Till Kasthalls framträdande formgivare hörde bland andra Ingrid Dessau, Viola Gråsten och Astrid Sampe.
Idag finns Kasthall representerad i ett 30-tal länder och har showrooms & destinations stores i Stockholm, Milano och New York. Kasthall formger och tillverkar kollektioner av mattor i ull och lin även efter kundens önskemål. Företaget tillverkar och levererar mattor till privatbostäder, kontor, butiker, kyrkor och hotell. Till kunderna hör bland annat Stockholms konserthus och Stockholms slott. Kasthall är kunglig hovleverantör.